# Willie May
Willie May (Knoxville, Estados Unidos, 11 de noviembre de 1936-28 de marzo de 2012) fue un atleta estadounidense, especializado en la prueba de 110 m vallas en la que llegó a ser subcampeón olímpico en 1960.

## Carrera deportiva
En los JJ. OO. de Roma 1960 ganó la medalla de plata en los 110 m vallas, con un tiempo de 13.8 segundos, llegando tras su compatriota Lee Calhoun y por delante de otro estadounidense Hayes Jones (bronce).